# Baie Verte (schiereiland)
Baie Verte is een schiereiland van 2700 km² aan de Atlantische noordkust van het Canadese eiland Newfoundland. 

## Geografie
Baie Verte scheidt de in het oosten gelegen Notre Dame Bay van de in het westen gelegen White Bay. Het schiereiland is ongeveer 85 km lang en 45 km breed en heeft een oppervlakte van zo'n 2700 km². Voor de noordkust van het schiereiland liggen de Horse Islands. Ten noordoosten van Cape St. John, de oostelijke kaap, ligt voorts Gull Island.

### Plaatsen
Het schiereiland Baie Verte telt 16 gemeenten, die hieronder tezamen met hun bevolkingsomvang (2016) vermeld zijn.
- Baie Verte – 1.313
- LaScie – 872
- King's Point – 659
- Middle Arm – 474
- Hampden – 429
- Ming's Bight – 319
- Burlington – 314
- Seal Cove – 303
- Fleur de Lys – 244
- Westport – 195
- Woodstock – 190
- Pacquet – 164
- Brent's Cove – 157
- Coachman's Cove – 105
- Nipper's Harbour – 85
- Tilt Cove – 5

Voorts telt het schiereiland nog een tiental gemeentevrije dorpen, waaronder Smith's Harbour, Shoe Cove, Harbour Round en Rattling Brook. Baie Verte telt ook meerdere spookdorpen waaronder Snook's Arm en Round Harbour.

### Wegen
De belangrijkste verkeersaders van het schiereiland zijn de provinciale route 410 en provinciale route 414. Route 410 gaat van de Trans-Canada Highway (route 1) helemaal noordwaarts tot in Fleur de Lys en is de enige toegangsweg tot het schiereiland. Route 414, die leidt naar LaScie, is de belangrijkste aftakking van Route 410, aangezien deze cruciaal is voor de vele dorpen in het noordoosten. Voorts telt Baie Verte nog acht andere provinciale wegen (routes 411, 412, 413, 415, 416, 417, 418 en 419) met geringer belang.

## Gezondheidszorg
In de gemeente Baie Verte bevindt zich het Baie Verte Peninsula Health Centre, een gezondheidscentrum dat zowel primaire als langetermijnzorg aanbiedt aan de inwoners van het ganse schiereiland. Het centrum valt onder de bevoegdheid van de gezondheidsautoriteit Central Health.

## Galerij

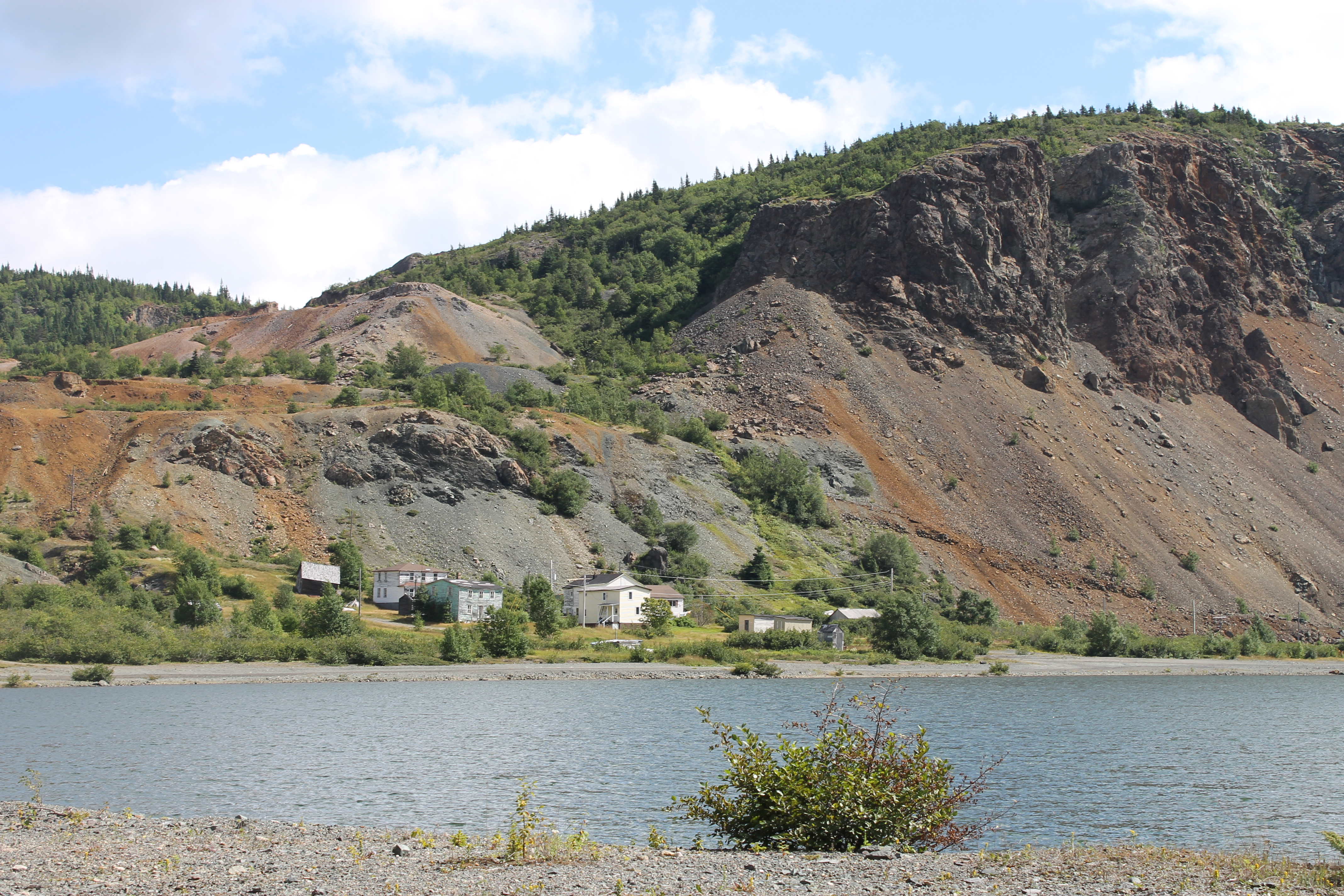
Tilt Cove, de kleinste gemeente van Canada, ligt aan een meertje in het noordoosten
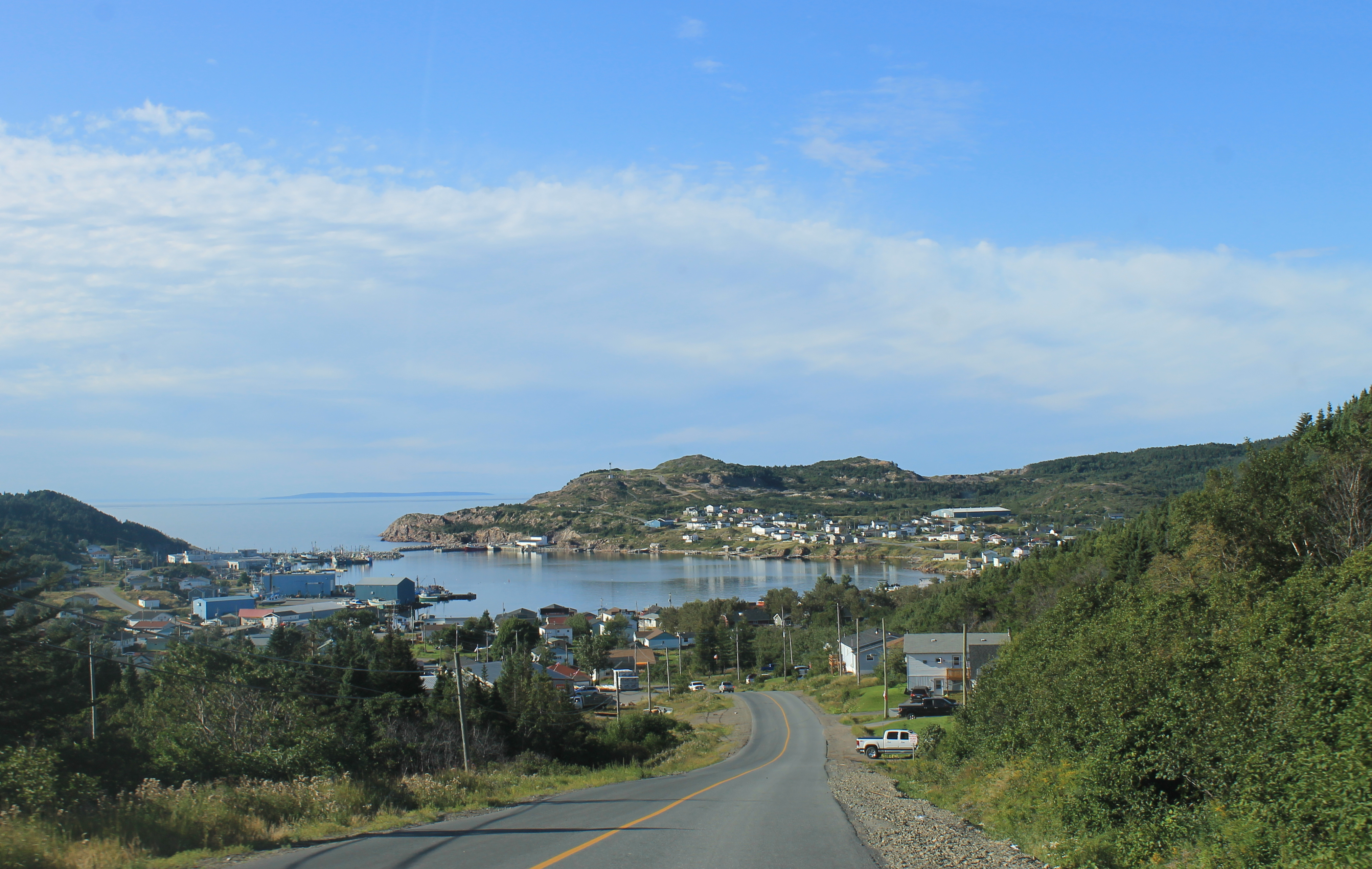
Zicht op LaScie vanop Route 414, de enige toegangsweg van het dorp